# Abderaouf Zemmouchi
Abderaouf Zemmouchi (en arabe : عبد الرؤوف زموشي) est un footballeur algérien né le 9 février 1987 à Boufarik dans la wilaya de Blida. Il évolue au poste de défenseur central.

## Biographie

### En club
Abderaouf Zemmouchi évolue en première division algérienne avec les clubs de l'USM Blida et du MC Oran. Il dispute un total de 119 matchs en première division, inscrivant trois buts.

### En équipe nationale
En mars 2005, Zemmouchi est convoqué au sein l'équipe nationale algérienne des moins de 20 ans, pour un tournoi international à Mulhouse, en France. En mars 2006, Zemmouchi est rappelé pour un stage d'entraînement à Alger.
Il est également membre de l'équipe algérienne des moins de 20 ans qui joue contre la Libye, lors du premier tour de qualification pour la Coupe d'Afrique des nations junior 2007.

## Palmarès
| USM Blida - Championnat d'Algérie D2 (1) : - Champion : 2014-15. |  | CA Batna - Championnat d'Algérie : - Vice-champion : 2015-16. |